# Carpenter (cráter)
Carpenter es un cráter de impacto en la parte norte de la Luna, relativamente cerca del límite de sombra (por lo que se ve desde la Tierra). En esta posición, el cráter presenta un fuerte escorzo y aparece con forma oval, aunque su contorno es casi circular.Las rampas exteriores hacia el sur lindan con el antiguo cráter Anaximandro, con el cráter satélite Anaximandro B situado en el borde occidental. Al noreste se sitúa Anaxímenes.
|  |

En términos geológicos Carpenter es un cráter lunar relativamente moderno, con un perfil sin erosiones significativas producidas por impactos posteriores, siendo mucho más joven que las formaciones de cráteres circundantes. La pared interior muestra signos de inestabilidad, especialmente a lo largo de la cara este, con el desarrollo de zonas aterrazadas. El borde externo no está marcado por cráteres resaltables, aunque se localiza un pequeño cráter a lo largo de la pared interior sur-sureste. El cráter está afectado por un sistema de marcas radiales, por lo que se asigna como parte del Periodo Copernicano.
El suelo dentro de las paredes internas inclinadas generalmente se presenta nivelado pero irregular, con muchas pequeñas hondonadas y colinas. Cerca del punto medio posee una formación inusual central con un pico doble, con el pico más pequeño desplazado hacia el oeste y la cresta de mayor tamaño hacia el este. Este último resalto se alarga hacia el sur hasta alcanzar el borde de la pared interior.

## Cráteres satélite

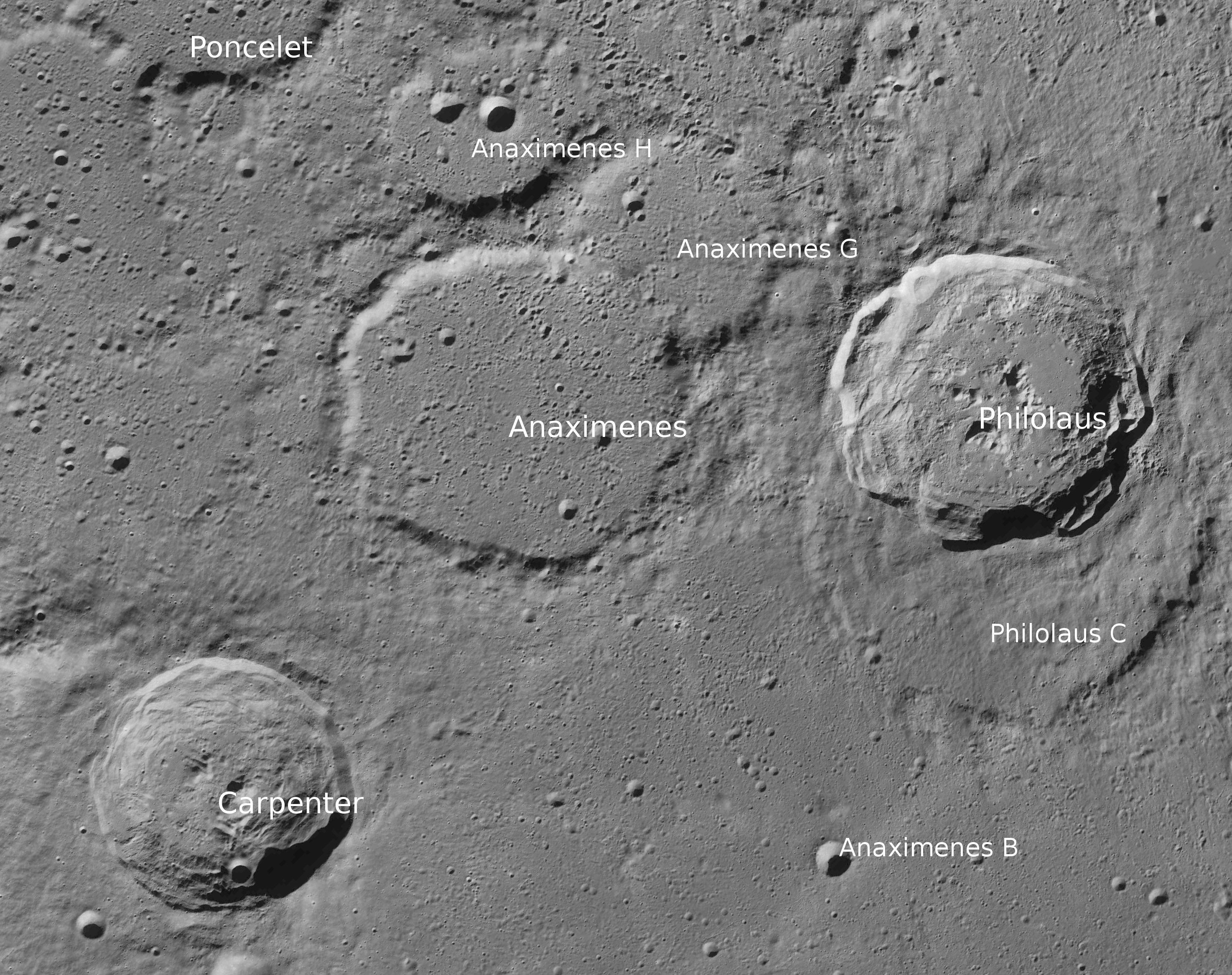
Fotografía de la misión Lunar Reconnaissance Orbiter

Por convención estos elementos son identificados en los mapas lunares poniendo la letra en el lado del punto medio del cráter que está más cerca de Carpenter.
|           | \| Carpenter \| Coordenadas \| Diámetro \| \| --------- \| ----------------------------- \| -------- \| \| T \| 70°12′N 58°18′O / 70.2, -58.3 \| 9 km \| \| U \| 70°36′N 57°00′O / 70.6, -57.0 \| 26 km \| \| V \| 71°48′N 54°06′O / 71.8, -54.1 \| 6 km \| \| W \| 72°18′N 59°48′O / 72.3, -59.8 \| 10 km \| \| Y \| 71°54′N 62°42′O / 71.9, -62.7 \| 9 km \| |          |
| Carpenter | Coordenadas | Diámetro |
| T         | 70°12′N 58°18′O / 70.2, -58.3 | 9 km     |
| U         | 70°36′N 57°00′O / 70.6, -57.0 | 26 km    |
| V         | 71°48′N 54°06′O / 71.8, -54.1 | 6 km     |
| W         | 72°18′N 59°48′O / 72.3, -59.8 | 10 km    |
| Y         | 71°54′N 62°42′O / 71.9, -62.7 | 9 km     |